# Jacob Töstie
Jacob Töstie, född 13 augusti 1805 i Hedmarken i Norge, död 13 februari 1844 i Stockholm, var en norsk-svensk violinist. 

## Biografi
Töstie var andreviolinist i Kungliga Hovkapellet från 1833 till 1844, då han avled i kolera i Stockholm. Han invaldes som ledamot nummer 295 i Kungliga Musikaliska Akademien den 27 maj 1841 efter att han året innan blev invald som svensk associé nummer 20.